# Djötchi
Djötchi ou Joci (mongol Зүчи, Züči, de zočin : l'hôte), né vers 1182 et mort en février 1227, est un prince de l'Empire mongol, fils aîné de Gengis Khan dont la paternité est remise en question durant toute sa vie, et fondateur de la dynastie régnant sur la Horde d'or.
Djötchi est le fils de Börte, première épouse du chef mongol Temüjin. Avant la naissance de Djötchi, Börte est retenue captive pendant plusieurs mois par la tribu des Merkit, où elle est mariée de force et violée par l’un de ses membres. Cela engendre des doutes sur la paternité de Djötchi. Cependant, Temüjin le considère comme son fils et le traite comme tel. Beaucoup de Mongols, notamment Djaghataï, le fils suivant de Börte, contestent cette filiation. Ces désaccords mènent finalement à l'exclusion de Djaghataï et Djötchi de la succession au trône mongol.
Lorsque Temüjin fonde l’Empire mongol en 1206 et prend le titre de Gengis Khan, il confie à Djötchi neuf mille guerriers ainsi qu’un vaste territoire à l’ouest de la Grande Mongolie. Djötchi participe à de nombreuses campagnes pour consolider et étendre le pouvoir mongol dans cette région. Il joue également un rôle central lors de l’invasion de l'Empire Khwarazmien (1219-1221), soumettant des villes et des tribus au nord. Pendant le siège de Gurganj en 1221, des tensions éclatent entre lui, ses frères et Gengis Khan, et ces différends ne se résolvent jamais. Djötchi reste en froid avec sa famille jusqu’à sa mort, survenue autour de 1225 des suites d’une maladie. Son fils Batu hérite alors de ses territoires.

## Biographie

### Paternité douteuse
Börte, la mère de Djötchi, appartient à la tribu des Khongirad, établie le long du Grand Khingan au sud de la rivière Argoun, dans l'actuelle Mongolie intérieure. À dix ans, elle est promise à un jeune Mongol nommé Temüjin, fils du chef Yesugei . Environ sept ans plus tard, vers 1178, après une jeunesse marquée par des épreuves violentes, Temüjin et Börte se marient,,. Leur premier enfant, une fille nommée Qojin, naît en 1179 ou 1180. Grâce à des alliances avec des chefs influents des steppes, comme son ami Djamuqa et l'ancien allié de son père Toghril,et grâce à son charisme, Temüjin commence à rassembler des partisans et à accroître son pouvoir. Sa montée en puissance attire l’attention des Merkit, une tribu du nord-ouest, qui cherche à se venger de Yesugei, responsable de l’enlèvement de Hö'elün, la mère de Temüjin.
Ces événements, ayant de lourdes conséquences, sont controversés. La plupart des chroniqueurs contemporains n’en font pas mention, tandis que deux sources les relatent : Histoire secrète des Mongols (un poème épique du XIIIe siècle) et le Jami al-tawarikh (chronique du XIVe siècle de Rashid al-Din) sont contradictoires. Selon une version plausible, en 1180 ou 1181, un grand contingent Merkit attaque le camp de Temüjin. La plupart des membres de sa famille s’échappent, mais Börte est capturée et mariée de force à Chilger-Bökö, le frère cadet du premier mari de Hö’elün. Entre-temps, Temüjin convainc ses alliés de rassembler des forces importantes pour libérer Börte. Sous le commandement de Djamuqa, l’armée combinée vainc les Merkit, récupère Börte et s’empare de nombreux butins.
Un problème subsiste toutefois : Börte est enceinte et, vers 1182, elle donne naissance à Djötchi dans le camp de Djamuqa. Étant donné que Chilger-Bökö l’a violée et qu’elle a passé près de neuf mois parmi les Merkit, la paternité de Djötchi reste incertaine,,. Ce doute se reflète dans son nom, qui signifie « invité » en mongol,. Bien que Temüjin le considère comme son fils biologique et le traite comme tel, beaucoup de Mongols, notamment Djaghataï, son frère cadet, le voient comme un bâtard engendré par Chilger-Bökö,,,.

### Mariages et famille

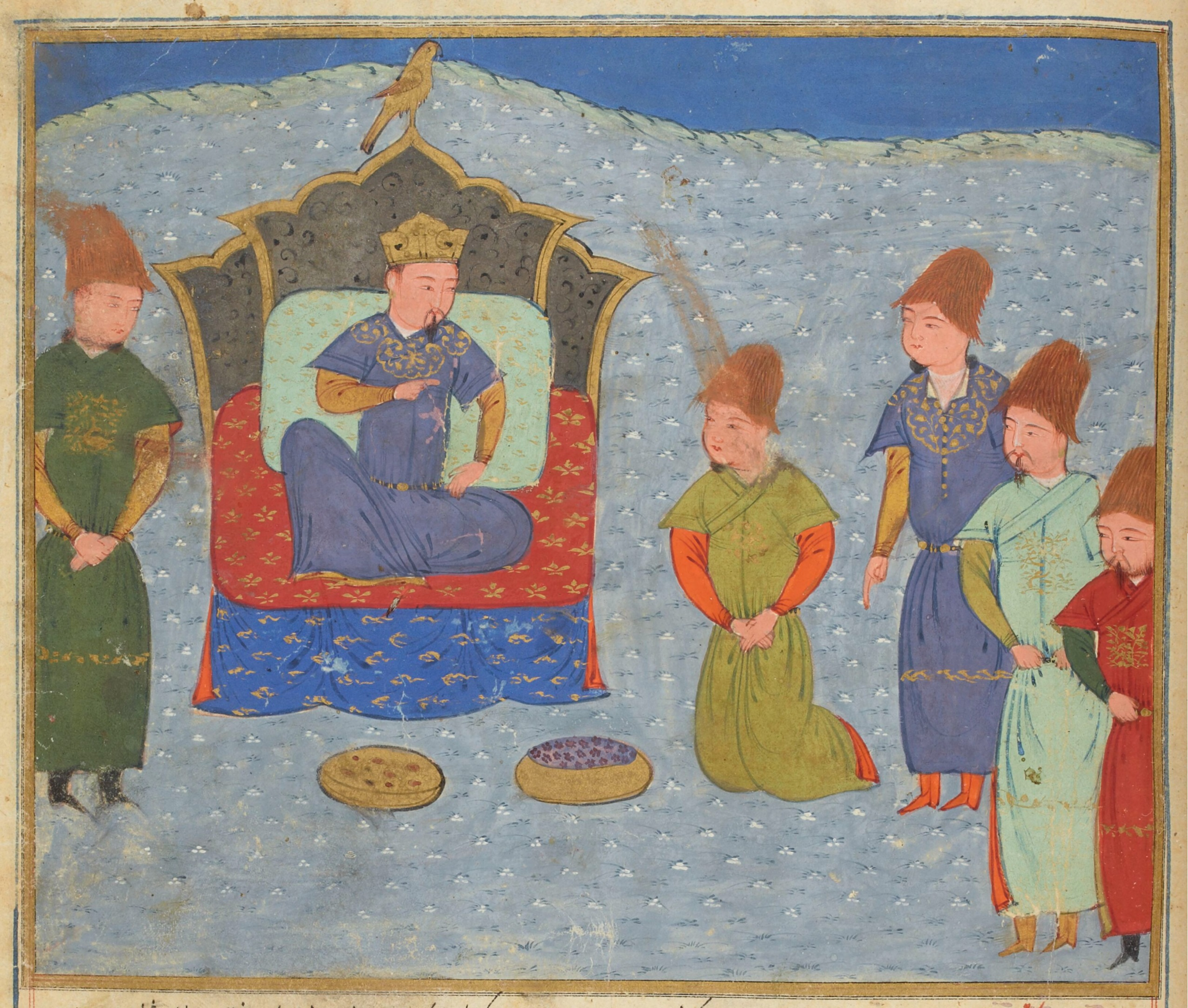
Une représentation de Batu Khan, le deuxième fils de Djötchi et futur successeur.

En 1203, Djötchi réapparaît dans les sources historiques, désormais en âge de se marier. Temüjin projette de le fiancer à une fille de son allié Toghril. Cependant, en raison des doutes concernant la naissance de Djötchi et du statut relativement modeste de Temüjin à cette époque, cette proposition est perçue comme insultante par le peuple de Toghril. Cela provoque un conflit armé entre les deux chefs,,. Après la défaite de Toghril en 1204, Djötchi épouse l’une de ses nièces, Begtütmish,.
Djötchi contracte d’autres unions, notamment avec Öki, une nièce de Börte, et Sorghan, une parente de celle-ci. Il épouse également plusieurs femmes de rang inférieur, parmi lesquelles Qutlugh Khatun, Sultan Khatun, Nubqus, Shīr, Qarajin et Kul, tout en prenant des concubines. L’identité de son épouse principale reste incertaine, mais elle pourrait être Öki ou Sorghan.
Parmi ses nombreux enfants, Orda Khan et Batu Khan se distinguent particulièrement. Orda est le fils de Sorghan, tandis que Batu est celui d’Öki. Ni ces deux femmes, ni Begtütmish, ne sont les mères de son autre fils notable, Berke. Au total, Djötchi a onze autres fils dont les noms sont connus, mais aucun d’eux ne joue un rôle majeur, reflétant le statut moindre de leurs mères,. Malgré cela, certains descendants des fils cadets utilisent leur lien avec Djötchi pour légitimer leur autorité, comme Khiḍr Khan (en) de la lignée de Chayban et de Tokhtamysh, descendant de Tuqa-Temür, le plus jeune fils de Djötchi.

### Premières campagnes militaires
En 1206, après avoir unifié les tribus mongoles, Temüjin organise une grande assemblée appelée qurultay, où il est proclamé « Gengis Khan ». Il restructure alors son empire en distribuant des territoires et des forces armées à sa famille. En tant qu’aîné, Djötchi reçoit la plus grande part : neuf mille guerriers accompagnés de leurs familles et de leurs troupeaux. Djaghataï en reçoit huit mille, tandis qu’Ögedei et Tolui, ses frères cadets, obtiennent cinq mille hommes chacun. Le domaine (ulus) de Djötchi se trouve dans l’ouest de la Mongolie, le long du fleuve Irtysh,.

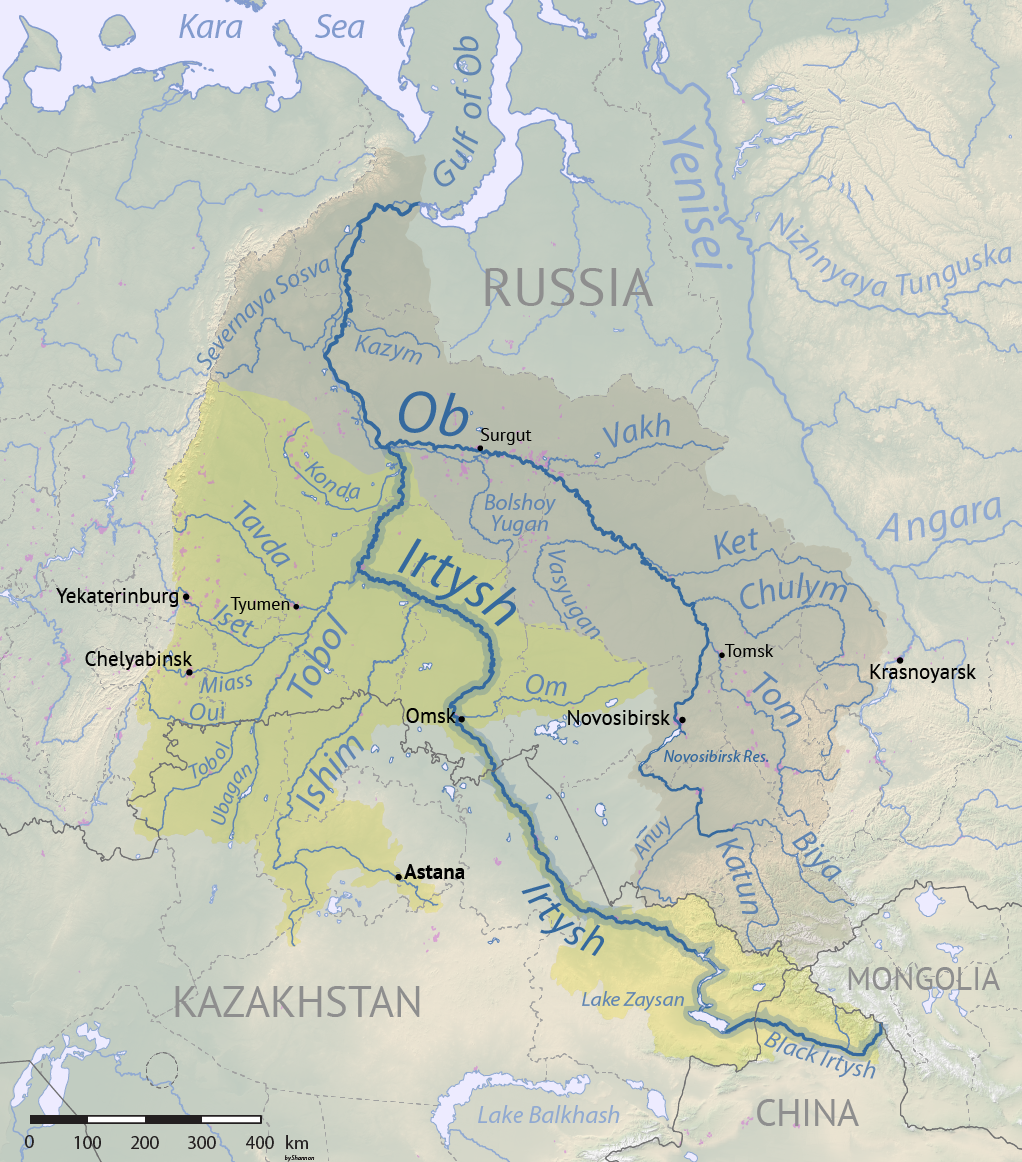
Carte du cours de la rivière Irtych ; les territoires de Jotchi sont initialement situés autour de sa source à l'ouest de la Grande Mongolie, mais ont ensuite inclus la majeure partie de cette carte.

En 1207–1208, Djötchi mène une campagne contre les Hoi-yin Irgen (ja), un groupe de tribus vivant à la lisière de la taïga sibérienne entre les rivières Angara et Irtych,. Avec l’aide des Oirats, dirigés par leur chef Qutuqa Beki, il établit une alliance matrimoniale et obtient la soumission des Ienisseï kirghizes ainsi que d’autres tribus Hoi-yin Irgen. Cette victoire permet à Djötchi de contrôler le commerce régional de céréales, de fourrures et les mines d’or de la région,,.
Peu après, Djötchi renforce l’armée de Subötaï, qui défait les Merkits rebelles lors de la bataille de l’Irtysh à la fin de 1208 ou au début de 1209,. Durant la décennie suivante, Djötchi poursuit des campagnes intermittentes contre les Merkits et leurs alliés Qanglis. En 1217 ou 1218, aux côtés de Subutai,,, il anéantit les derniers vestiges de ces peuples. Certains historiens, comme Christopher Atwood, estiment cependant que ces récits minimisent le rôle de Djötchi, affirmant qu’il aurait été le principal commandant de ces campagnes et que son succès légitime son autorité sur les anciennes terres Qanglis.
En 1211, Djötchi participe à l’invasion de la dynastie Jin, commandant l’aile droite de l’armée mongole aux côtés de ses frères Djaghataï et Ögedei. En novembre, les troupes mongoles avancent depuis le quartier général de Gengis Khan, situé dans l’actuelle Mongolie-Intérieure. Elles attaquent d’abord les villes situées entre Hohhot et Datong, avant de longer les montagnes Taihang et de piller la région du Shanxi à l'automne 1213,,,. Djötchi prend peut-être part à une escarmouche sur la rivière Irghiz contre l’armée de Ala ad-Din Muhammad du Khwarezm,. Les récits de L’Histoire secrète des Mongols relatent deux échanges significatifs entre Djötchi et Gengis Khan à propos de ses campagnes : d’abord lorsque Gengis refuse à Djötchi la possibilité d’épargner un célèbre archer Merkit, puis lorsque le retour triomphal de Djötchi après la soumission des Oïrats est salué par son père avec de grands éloges.

### Invasion des Khwarazmiens
En 1218, Gengis Khan décide de lancer une campagne contre l'Empire Khwarazmien, en Asie centrale, après que le gouverneur de la ville frontalière d’Otrar a massacré une caravane de marchands mongols et que des tentatives diplomatiques ont échoué. Selon L’Histoire secrète des Mongols, Yesui, l’une des épouses secondaires de Gengis, insiste pour qu’il désigne un successeur avant de partir en guerre. Bien que Gengis semble indifférent aux doutes concernant la légitimité de Djötchi, son fils Djaghataï s’oppose farouchement à ce que Djötchi devienne le futur khan, le qualifiant de « bâtard Merkit ». Une altercation éclate entre les deux frères avant d’être interrompue. Toujours selon cette source, un compromis est trouvé en faveur d’Ögedei, qui est soutenu par Gengis et ses fils,,,. Toutefois, d’autres récits situent cette décision après la guerre, ce qui laisse penser que Djötchi aurait perdu sa place d’héritier à la suite d’erreurs commises pendant la campagne khwarezmienne,,.

L'Empire Khwarazmien c. 1220. Djötchi fait campagne le long de la frontière nord, d'est en ouest ; lorsqu'il atteignit la mer d'Aral, il emmène son armée vers le sud pour assiéger Gurganj (appelée Ourguentch).

À la fin de 1219, les armées mongoles, estimées entre 150 000 et 200 000 hommes, convergent sur Otrar. Gengis Khan confie à Djaghataï et Ögedei le siège de la ville, tandis qu’il traverse le désert de Kyzyl Kum avec son plus jeune fils Tolui pour attaquer la ville de Boukhara,,. en direction de la capitale khwarezmienne Gurganj et de soumettre les cités rencontrées, lesquelles doivent devenir partie intégrante de ses territoires. Les villes de Sighnaq et d’Asanas opposent une résistance acharnée, entraînant le massacre de leurs habitants, tandis que Jand et Yanikant se rendent sans difficulté,,. En 1220, Djötchi se dirige vers le sud-ouest, le long des rives de la mer d’Aral, pour rejoindre Gurganj. Pendant ce temps, Djaghataï et Ögedei, après avoir pris Otrar, convergent vers cette ville,.
Le siège de Gurganj, qui dure entre quatre et sept mois, est l’un des plus violents de la campagne. Les défenseurs khwarezmiens forcent les Mongols à engager des combats urbains rue par rue, et une grande partie de la ville est détruite, soit par des incendies alimentés au naphta, soit par des inondations causées par l’effondrement de barrages,. À la chute de la ville en 1221, ses habitants sont massacrés ou réduits en esclavage,.
Les récits divergent quant au rôle de Djötchi dans ce siège. Selon la version traditionnelle, Djötchi et Djaghataï se disputent sur la manière de mener les opérations : Djötchi, souhaitant que Gurganj intègre son domaine, cherche à limiter les destructions, tandis que Djaghataï n’a aucune réserve à ravager la ville. Gengis Khan, exaspéré par ces querelles, aurait confié le commandement à Ögedei,,,. Cependant, l’historien Christopher Atwood avance que cette narration a été inventée ultérieurement pour renforcer la légitimité d’Ögedei en tant que khan. Il soutient que Djötchi aurait conservé son rôle de premier plan tout au long du siège.

### Mort et postérité

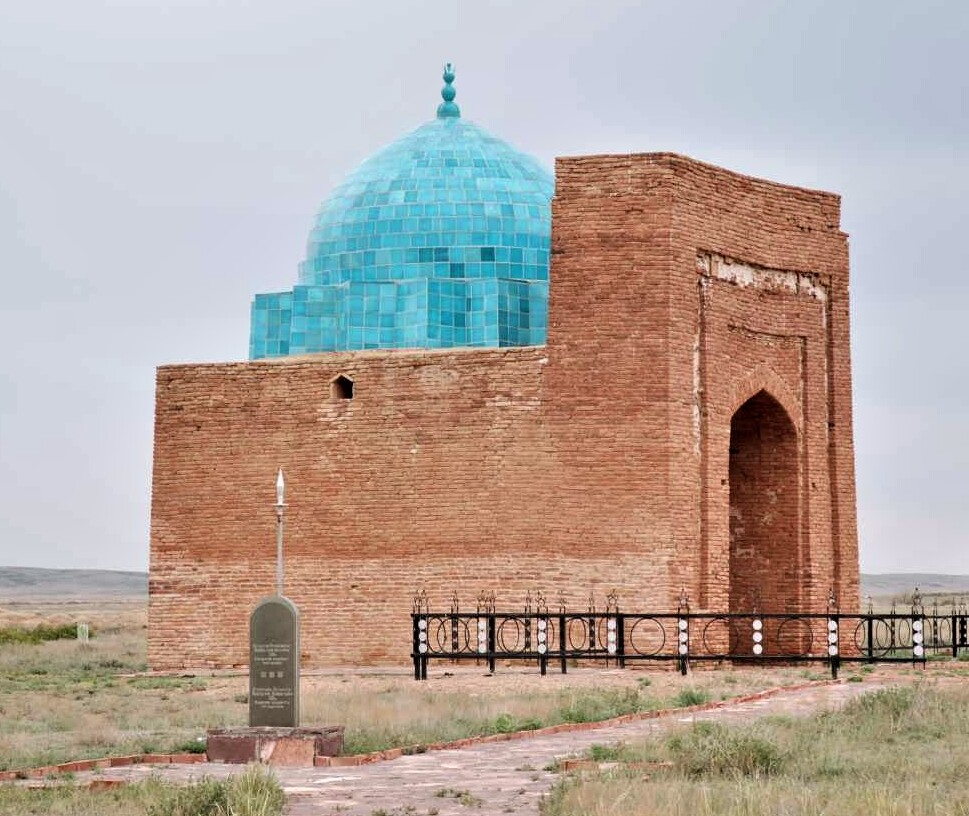
Le « mausolée de Djötchi » au Kazakhstan a traditionnellement été identifié comme le lieu de sépulture de Djötchi, mais cela est probablement faux.

Après le siège de Gurganj, les relations entre Djötchi et son père Gengis Khan se détériorent considérablemen. Gengis semble avoir perçu la durée excessive et la destruction massive de ce siège comme un échec militaire. De plus, Djötchi aurait aggravé la situation en omettant d’envoyer à son père sa part du butin,. Après la chute de Gurganj, alors que Djaghataï et Ögedei rejoignent leur père dans la poursuite du prince khwarezmien en fuite, Jalal al-Din, Djötchi part vers le nord pour consolider son autorité sur les Qanglis et les steppes à l’ouest de la rivière Chu. Cependant, certaines sources rapportent qu’il passait davantage de temps à chasser, une activité qu’il affectionnait particulièrement. Il reste incertain s’il a revu son père avant sa mort,.
Vers 1224, Djötchi envoie à son père un cadeau impressionnant comprenant de nombreux onagres sauvages et 20 000 chevaux blancs. Malgré ce geste, leurs relations continuent de se détériorer en raison de la focalisation de Djötchi sur ses propres territoires,. Gengis, à son retour de campagne, exige que Djötchi le rejoigne, mais ce dernier prétend être trop malade pour le faire. Cependant, un voyageur rapporte à Gengis que Djötchi chasse toujours activement. Furieux, Gengis aurait envisagé de prendre des mesures pour ramener Djötchi à l’ordre. Avant que cela ne puisse se produire, des nouvelles parviennent que Djötchi est mort, probablement en 1225 ou 1227, des suites de sa maladie,,.
Une version, considérée comme une invention ultérieure, prétend que Djötchi, indigné par la destruction de Gurganj, aurait secrètement comploté avec les Khwarezmiens, ce qui aurait conduit Gengis à ordonner son empoisonnement,,.
Après la mort de Djötchi, son fils Batu est confirmé comme chef des territoires de son père par Gengis Khan. Son frère aîné Orda prend une position subalterne, tandis que leurs jeunes frères reçoivent chacun une portion de terre à gouverner,. Les descendants de Djötchi gagnent progressivement en indépendance et établissent l’État connu sous le nom de Horde d'Or.
Bien qu’un grand mausolée situé dans la région d'Ulytau, au Kazakhstan, ait longtemps été considéré comme le lieu de sépulture de Djötchi, des datations au carbone 14 révèlent qu’il a été construit bien plus tard et qu’il ne s’agit pas de sa tombe.

## Descendance
Parmi ses fils, on trouve Batu, Orda, Berké et Chayban. Les trois derniers sont à l'origine des trois branches des descendants de Djötchi ; respectivement : les khans de la Horde blanche, les khans de la Horde d'or et les Chaybanides.
Son épouse principale était Begtütmish, sœur de Sorghaghtani et d'Ibaqa. De ses unions avec plusieurs épouses et concubines, il avait 14 fils et deux filles.
- Orda (né v.1204 - décédé en 1251);
- Batu (né v.1205 - décédé en 1255);
- Berke (né v.1208 - décédé en 1256);
- Berkhechir;
- Shiban (né v.1215 - décédé en 1248);
- Tangad;
- Teval (Buval), il est le grand-père de Nogai Khan;
- Chilagun;
- Sinqur;
- Chimbay;
- Muhammed;
- Udur;
- Tuqa-Temür, ancêtre des khans de la Horde d'Or;
- Shingum;
- Qoluyiqan, marié à Törelchi, fils ainé de Quduqa-beki, aristocrate Oirats;
- une fille, marié à un aristocrate Qarluq, dirigeant la cité d'Almaliq[17].

### Généalogie
- Genghis Khan
  - Djötchi
    - Batu
      - Sartak
        - Ulaqtchi

    - Orda
      - Khounguiran
      - Kouremsa (ru)
      - Sartaqtaï

    - Berké
    - Chayban